# Juniperus saltillensis
Juniperus saltillensis (ялівець сальтильський) — вид хвойних рослин родини кипарисових.

## Поширення, екологія
Країни зростання: Мексика (Чіуауа, Коауїла, Нуево-Леон, Сакатекас). Іноді є підліском чагарників в сосново-ялівцевому рідколіссі або відкритому сосново-дубовому або дубовому лісі, з Pinus cembroides, Juniperus, Acacia, або зустрічається на луках з, наприклад, Opuntia, Agave, Ephedra переважно на вапняках в напівпосушливих зоні (тіні дощів) гірських хребтів. Висотний діапазон становить від 1800 м до 2900 м над рівнем моря.

## Морфологія
Росте як вічнозелений кущ, який може досягати у висоти до 7 метрів. Гілки йдуть прямо від землі або трохи вище неї. Крона більша вшир, ніж у висоту. Гілки загнуті на кінцях або знаходяться у підвішеному стані. Білувато-сіра кора відшаровується на довгі, товсті, лускаті смуги; кора гілок сіра. Світлі сірувато-зелені лускоподібні листки на верхніх гілках 1–2 мм завдовжки і мають від загостреного до заокругленого кінчика. Край листа з щільним рядом нерегулярних дрібних зубів. Листя на кінцях гілок довжиною 3–6 мм. Рослини дводомні, іноді однодомні. Чоловічі шишки досягають в довжину від 2 до 3,5 міліметрів. Жіночі шишки мають овальну форму з довжиною від 5 до 7 мм і товщиною від 4,5 до 8 мм. Вони дозрівають протягом одного року, й потім змінюють колір від винно-червоного до блискучого білувато-синього. Ягода шишки волокниста і дуже смолиста.

## Використання
Може використовуватися для огорожі і дров.

## Загрози та охорона
Цей вид зустрічається частково в районах з луків і дерев / кущів, які підлягають розчищенню для поліпшення пасовищ. Інтенсивний випас, швидше за все, негативно впливає на регенерацію.